# Dobiesław Jędrzejczyk
Dobiesław Jędrzejczyk (ur. w 1942 zm. 6 kwietnia 2021) – polski geograf, dr hab.

## Życiorys
Obronił pracę doktorską, w 1990 habilitował się na podstawie rozprawy zatytułowanej Główne koncepcje pojęcia układu osadniczego we współczesnej myśli geograficzno-ekonomicznej. Został zatrudniony na stanowisku profesora w Instytucie Geografii Społeczno-Ekonomicznej i Gospodarki Przestrzennej na Wydziale Geografii i Studiów Regionalnych Uniwersytetu Warszawskiego, oraz w Instytucie Geografii i Gospodarki Przestrzennej na Wydziale Zdrowia i Turystyki Wyższej Szkole Gospodarki w Bydgoszczy.
Był profesorem nadzwyczajnym w Instytucie Gospodarki Turystycznej i Geografii na Wydziale Zdrowia i Turystyki Wyższej Szkole Gospodarki w Bydgoszczy.
Zmarł 6 kwietnia 2021.